# Энгельгардт, Борис Александрович
Борис Александрович Энгельгардт (7 [19] июля 1877, Смоленская губерния, Российская империя — 2 сентября 1962, Рига, Латвийская ССР, СССР) — русский военный и политический деятель, первый революционный комендант Петрограда во время Февральской революции.

## Биография
Из дворян Смоленской губернии, выходцев из Швейцарии. Его отец Александр Петрович Энгельгардт (1836—7 августа 1907) был артиллерийским конструктором. Окончил Пажеский корпус (1896). Служил в лейб-гвардии уланском полку. В 1903 году окончил Николаевскую академию Генерального штаба. Командир эскадрона 2-го Нерчинского полка . Участник русско-японской войны. Был помощником старшего адъютанта управления генерал-квартирмейстера 1-й Маньчжурской армии. В 1906 году окончил одногодичный курс в Офицерской кавалерийской школе. С января 1907 — старший адъютант штаба 8-й пехотной дивизии. В мае 1908 уволен в отставку по состоянию здоровья.
Обосновался в своём имении Печерская Буда Мстиславского уезда Могилевской губернии, там серьёзно увлёкся занятиями сельским хозяйством, ввёл у себя в имении девятиполье, посетил Данию, где познакомился  с новейшими достижениями агротехники и агрономии. Основал винокуренный завод и сыроварню. Был избран депутатом дворянства Могилевский губернии и земским гласным Мстиславского уезда. Осенью 1915 года вступил в «Союз 17 октября». Земельная собственность составляла 1380 десятин. Во время выборов в IV Думы оставался холостым.
19 октября 1912 избран депутатом Четвёртой Государственной думы от общего состава выборщиков Могилевского губернского избирательного собрания. Первоначально вошёл в состав фракции Центра. Но к осени 1915 года «по настоянию М.В. Родзянко» перешёл в фракцию Земцев-октябристов. Был членом думской комиссии по военным и морским делам, финансовой комиссии, комиссии по исполнению государственной росписи доходов и расходов и  бюджетной комиссии. Выступал с докладами от имени комиссии по исполнению государственной росписи доходов и расходов и комиссии по военным и морским делам. В 1916 году выезжал из страны в состав заграничной парламентской делегации. С осени 1916 года, представляя фракцию земцев-октябристов, работал в рамках Прогрессивного блока, был сторонник министерства доверия.

— Неужели у нас помышляют о мире с немцами?— спросил я Энгельгардта, выходя с обеда и прогуливаясь по Елисейским полям. 

Энгельгардт, мой бывший товарищ по Пажескому корпусу, вернулся из запаса и в форме полковника генерального штаба состоял членом военной комиссии Государственной думы. 

— Нет, … все чинимые тебе неприятности исходят от распутинской и тесно связанной с нею сухомлиновской клики. Она бесспорно сильна, но мы с ней справимся. 

— Но каким способом?— спросил я Энгельгардта. 

— Да, пожалуй, придётся революционным,— не особенно решительно ответил мой старый коллега. — Опасаемся только, как бы «слева» нас не захлестнуло.— Игнатьев А. А. Пятьдесят лет в строю. Книга IV, глава 8. — М.: Воениздат, 1986. — С. 573. — ISBN 5-203-00055-7.
Активный участник Февральской революции, возглавил военную комиссию Временного комитета Государственной думы (от фракции центра), занимавшуюся организацией восставших войск. Первый революционный комендант Петрограда.

Крайне неприятное впечатление произвёл приказ военного губернатора, члена Государственной Думы и подполковника генерального штаба Энгельгардта, грозившего всякими репрессиями офицерам за якобы отбирание оружия у солдат, что совершенно не имело места, а было как раз наоборот.
— Верцинский Э.А. Год революции. — Таллин, 1929. — С. 10.
С 4 апреля 1917 работал в Военной комиссии под председательством генерала А. А. Поливанова. Член Исполкома Совета офицерских депутатов г. Петрограда, его окрестностей, Балтийского флота и Отдельного корпуса пограничной стражи.
Летом 1918 бежал из Петрограда (после начавшихся вслед за убийством Урицкого арестов). В ноябре 1918 на Украине, с осени 1918 заведующий политической частью представительства Добровольческой армии в Киеве, с 12.1918 — в Одессе. Во ВСЮР с 18 марта 1919 помощник управляющего отделом пропаганды (ОСВАГа) Особого Совещания при Главнокомандующем ВСЮР. Летом 1919 в штабе войск Юго-Западного края (Одесса), с 12.1919 начальник того же отдела пропаганды. Эвакуирован из Новороссийска.
Жил в эмиграции во Франции, работал шофером такси, затем в Латвии, тренер Рижского ипподрома.
После включения Прибалтийских республик в состав СССР арестован, в 1940—1946 отбывал административную ссылку в Хорезмской области. Служил художником в Хиве, затем был тренером Госконезаводства в Ургенче и на Ташкентском ипподроме, работал агрономом в Ташкенте. Во время Великой Отечественной войны просил направить его на фронт в действующую армию. В 1945 получил советское гражданство. В 1946 ему было разрешено вернуться в Ригу, где он работал переводчиком с французского, английского и немецкого языков в Гидрометеослужбе. Позднее служил секретарём судейской коллегии на Рижском ипподроме.
Упоминается в романе «Честь имею» Валентина Пикуля, как разоблаченный агент немецкого Абвера.
Автор воспоминаний «Потонувший мир».

## Сочинения
- Революционные дни: (Воспоминания участника февральских дней 1917 года) // Общее дело. [Париж], 1921. 16, 17, 18 марта;
- Революционные дни: Письмо в редакцию // Общее дело. [Париж], 1921. 27 апреля;
- Двадцать лет тому назад... Почему антиреволюционная Государственная дума возглавила революционное движение в 1917 году: (Из воспоминаний бывш. члена Государственной Думы) // Сегодня. [Рига], 1937. 9 и 10 апреля;
- Первые сумбурные дни революции 1917 год: (Из воспоминания б. члена Государственной думы) // Сегодня. [Рига], 1937. 28 апреля;
- Тридцать лет тому назад // Новое русское слово. [Нью-Йорк], 1947. № 12733, 12740;
- Потонувший мир // Военно-исторический журнал. 1964. № 1, 5, 8—10;
- Крушение империи: Бывший депутат Государственной думы рассказывает о падении царизма // Неделя. 1964. 13-19 декабря.
- Воспоминания: 1940-1941 годы / Предисловие и публикация А. Д. Мальцева // Источниковедческое изучение памятников письменной культуры. Л., 1990;
- Воспоминания камер-пажа / Публ. В.А. Авдеева // Военно-исторический журнал. 1993. № 12; 1994 № 1-7, 9, 12; 2002. № 12; 2004. № 3, 4;
- Февральская революция / Подготовка текста, вступительная статья и примечания А. Б. Николаева // Клио: Журнал для ученых. СПб., 2003

## Награды
- Орден Святой Анны 4 ст. (26.09.1904)
- Георгиевское оружие[2] (ВП 30.01.1915)
- Орден Святой Анны 3 ст. с мечами и бантом (27.09.1915)
- Орден Святой Анны 2 ст. с мечами (24.05.1916)

### Рекомендуемые источники
- Мальцев А. Д. Б. А. Энгельгардт в 1917 году // Герценовские чтения 2000: Актуальные проблемы социальных наук СПб., 2000.

### Архивы
- Российский государственный исторический архив. Фонд 1278. Опись 8. Дело 9. Часть 1; Фонд 1278. Опись 9. Дело 917;
- Отдел рукописей РНБ (Российская национальная библиотека). Фонд 1052.